# Aboumi
Aboumi ist eine Kommune und Hauptstadt des gabunischen Departements Bayi-Brikolo innerhalb der Provinz Haut-Ogooué. Mit Stand von 2013 wurde die Einwohnerzahl auf 1050 bemessen.